# Forschung mit Neutronen
Die Forschung mit Neutronen ist ein Arbeitsgebiet der Physik, in dem Neutronenstrahlung aus einer radioaktiven Quelle, einem Forschungsreaktor oder einer Spallationsneutronenquelle eingesetzt wird, um  Materialproben zu untersuchen.

## Teilgebiete
Die Forschung mit Neutronen umfasst insbesondere:
- die Neutronenstreuung mit ihren zwei Untergebieten
  - Neutronenbeugung für Strukturuntersuchungen
  - inelastische Neutronenstreuung als Spektroskopie
- bildgebende Verfahren:
  - Radiographie,
  - Tomographie.
- Aktivierungsanalyse
  - Prompte Gamma-Aktivierungsanalyse

## Forschungseinrichtungen
Neutronenstreuung wird an Forschungsreaktoren und Spallationsneutronenquellen betrieben.
Für Forschung in kleinerem Maßstab kann man als Neutronenquelle beispielsweise eine Americium-Beryllium-Quelle oder eine Californiumquelle verwenden. An entsprechenden Großforschungseinrichtungen steht dagegen ein Forschungsreaktor oder ein Teilchenbeschleuniger mit Spallationstarget zur Verfügung. Bedeutende Forschungszentren für Neutronenstreuung sind
- In Europa
  - das Institut Laue-Langevin in Grenoble (gegründet 1967, Reaktorbetrieb seit 1972)
  - das Laboratoire Léon Brillouin im Centre d’Etudes nucléaires de Saclay bei Paris
  - die Forschungs-Neutronenquelle Heinz Maier-Leibnitz in Garching (Reaktorbetrieb seit 2004)
  - das Paul Scherrer Institut in Villigen AG in der Schweiz (Spallationsquelle SINQ)
  - das Rutherford Appleton Laboratory bei Oxford (Spallationsquelle ISIS)
  - das Budapest Neutron Center am Atomic Energy Research Institute in Budapest in Ungarn
  - das Helmholtz-Zentrum Berlin für Materialien und Energie in Berlin (Reaktor BER II, bis 2019)
  - der Forschungsreaktor Geesthacht am GKSS-Forschungszentrum (bis 2010)
  - der Forschungsreaktor Jülich II im Forschungszentrum Jülich bei Jülich (bis Mai 2006)

- In Amerika
  - das NIST in Gaithersburg MD bei Washington DC
  - der High Flux Isotope Reactor und die Spallation Neutron Source am Oak Ridge National Laboratory nahe Knoxville, Tennessee
  - der High Flux Beam Reactor und der Brookhaven Graphite Research Reactor am Brookhaven National Laboratory, historisch bedeutend, inzwischen beide stillgelegt
  - die Intense Pulsed Neutron Source am Argonne National Laboratory in Argonne, Illinois (Spallationsquelle, Betrieb seit 1981)
  - das Lujan Neutron Scattering Center am Los Alamos National Laboratory in Los Alamos, New Mexico (Spallationsquelle)
  - Chalk River Laboratories (Kanada), historisch bedeutend (Bertram Brockhouse)

- In Australien
  - Die Australian Nuclear Science and Technology Organisation betrieb den historischen Reaktor HIFAR und brachte 2007 eine der modernsten Neutronenstreueinrichtungen OPAL in Betrieb

- In Russland
  - der gepulste Reaktor IBR-2 am Frank Laboratory of Neutron Physics, Vereinigtes Institut für Kernforschung in Dubna bei Moskau (Reaktorbetrieb seit 1984)[4]
  - der WWR-M-Reaktor am Petersburg Nuclear Physics Institute in Gatchina bei St. Petersburg (Reaktorbetrieb seit 1959, immer wieder erneuert)[5]

## Weiteres
In Deutschland existiert ein ständiges Komitee Forschung mit Neutronen, um die Forschung überregional zu koordinieren und zu fördern.